# Zapadlisko górnośląskie
Zapadlisko górnośląskie (niecka górnośląska) – jednostka geologiczna położona na południu Polski (Wyżyna Śląsko-Krakowska i Nizina Śląska).
Jest to rozległa niecka wypełniona osadami dewonu i karbonu.

## Położenie geologiczne
Od zachodu graniczy ono ze strefą śląsko-morawską, od północy i wschodu z monokliną śląsko-krakowską, od południa przykryte jest nasunięciem Karpat.

## Położenie geograficzne
Geograficznie obejmuje południowo-wschodnie fragmenty Niziny Śląskiej (Kotlina Raciborska), południową część Wyżyny Śląsko-Krakowskiej (Płaskowyż Rybnicki, Wyżyna Katowicka, Pagóry Jaworznickie) oraz zachodnią część Podkarpacia Północnego (Kotlina Ostrawska, Kotlina Oświęcimska).

## Budowa geologiczna
Najstarsze − dewońskie osady zapadliska górnośląskiego znane są tylko z wierceń, podobnie jak utwory kulmu.
Dolny dewon reprezentowany jest przez piaskowce i zlepieńce. Powyżej zalegają środkowodewońskie i górnodewońskie (eifel, żywet, fran i famen) skały węglanowe o miąższości powyżej 1.000 m.
Osady karbońskie podzielono na trzy części:
- morskie osady dolnego karbonu, wykształcone w facji kulmu o miąższości ok. 1.500 m, a w rejonie Krzeszowic w facji wapienia węglowego o miąższości kilkuset m (wizen)
- osady paraliczne, węglonośne, o miąższości ok. 3800 m (namur A)
- osady limniczne, węglonośne, o miąższości ok. 4.000 m (namur B, C, westfal A, B, C, D)

## Skały podłoża
Niższe piętro strukturalne tworzy blok górnośląski. Jest on zbudowany głównie ze skał metamorficznych.

## Nadkład
Północną i północno-wschodnią część zapadliska górnośląskiego przykrywają osady triasu i górnej jury, natomiast południowa część przykryta jest mioceńskimi osadami zapadliska przedkarpackiego.
Najmłodsze piętro strukturalne tworzą osady kenozoiczne.